# 2018年レッドブル・エアレース・ワールドシリーズ 千葉
座標: 北緯35度38分23秒 東経140度01分55秒 / 北緯35.63972度 東経140.03194度

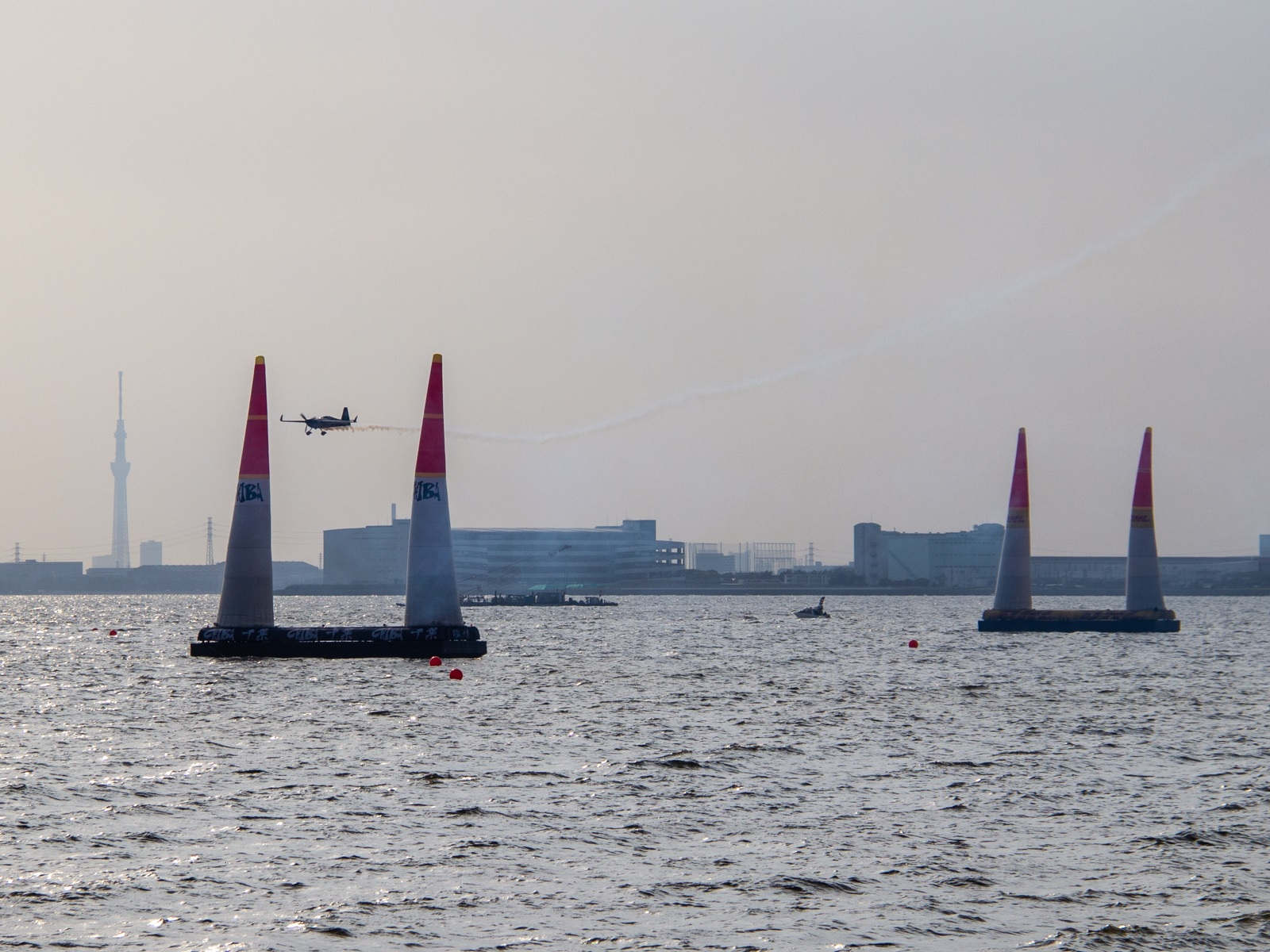
レースの様子

2018年レッドブル・エアレース・ワールドシリーズ 千葉では、通算13シーズン目となるレッドブル・エアレース・ワールドシリーズの内、2018年5月26日 - 27日に日本の千葉県千葉市幕張海浜公園で行われた2018年シーズン第3戦について述べる。

## 概要

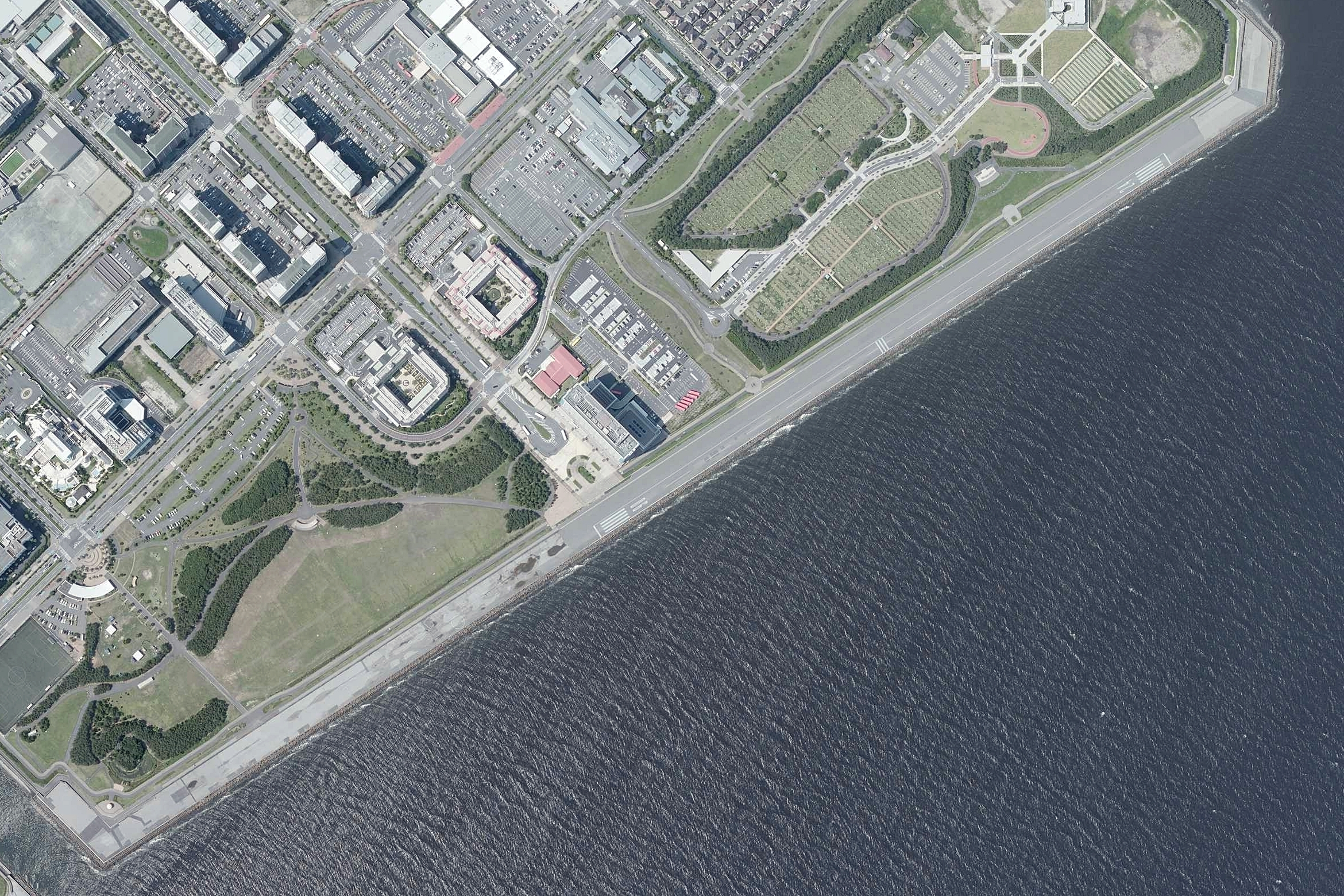
浦安市日の出にあった臨時滑走路の航空写真（2019年）

2018年3月5日、2018年シーズンの第3戦として日本および千葉県で開催されることが発表された。
これにより、2015年シーズンから4年連続かつ4度目の千葉大会の開催が決定した。
第1戦のアブダビ、第2戦のカンヌに続く海上レースである。
今大会のテーマソングは昨年に引き続き、GLAYの『XYZ』となった。
本大会ではチャレンジャーカップは開催されなかった。2018年シーズンのチャレンジャーカップ第3戦は第6戦のウィーナー・ノイシュタットでのダブルヘッダーで行われた。
大会は決勝日のみNHK BS1で生放送が行われ、インターネットテレビのDAZNで予選から決勝までの全レースの生中継が行われた。
レースエアポートおよびハンガー（格納庫）は前年（2017年）同様、浦安市総合公園に設置したが、2018年5月1日に開業した東京ベイ東急ホテル（現・星野リゾート 1955 東京ベイ）
との高さ制限が問題となったため、実行委員会が同ホテルを全館貸し切った上で臨時休業とし、国土交通大臣から特例的に滑走路使用許可を受けることで対応した。

### 結果
本大会はマスタークラスのみ実施された。
マット・ホールが優勝し、第2戦のカンヌに引き続き2連勝となった。

### 日程
- 2018年（平成30年）
  - 3月5日 - 大会日程が発表。
  - 5月25日 - フリープラクティス（テスト飛行）
  - 5月26日 - 大会1日目。予選日。
    - 開場 10:00、閉場 18:00

  - 5月27日 - 大会2日目。決勝日。
    - 開場 10:00、閉場 18:00

### 観戦エリア
幕張海浜公園の観戦エリア・座席は以下の種類が用意される。価格は税込み。昨年まで設定されていた早割は設定されなかった。
| 券種                     | 2日券     | 予選・単日券 | 決勝・単日券 | 記事                                           |
| ------------------------ | --------- | ------------ | ------------ | ---------------------------------------------- |
| プレミアムスカイラウンジ | 300,000円 | －           | －           | 屋内・屋外席、ハンガーツアー付き               |
| スカイラウンジ           | 200,000円 | －           | －           | 屋内・屋外席                                   |
| EST GROUP クラブラウンジ | 120,000円 | －           | －           | 屋内・屋外席                                   |
| デラックスエリア         | 30,000円  | －           | －           | リクライニングチェアあり                       |
| 室屋応援シート           | 35,000円  | －           | －           | リクライニングチェアあり、室屋義秀応援グッズ付 |
| 一般エリア               | 18,000円  | 8,000円      | 12,000円     |                                                |
| スタート                 | 13,000円  | 6,000円      | 9,000円      |                                                |
| カメラマンエリア         | 22,000円  | 10,000円     | 15,000円     | 三脚使用可能                                   |
| ファミリーエリア（4名）  | 18,000円  | －           | －           |                                                |

当日券も発売された。
そのほか、招待客専用の「FORB AREA」（フレンズ・オブ・レッドブル）も設けられた。

### イベント
以下のイベントが行われた。
- ハンガーウォーク
  - 5月25日(金)に浦安市総合公園に隣接して設けられたハンバーエリアで実施された。
- 千葉市消防局消防航空隊ヘリコプター「おおとり1号」によるデモンストレーション飛行
  - AS365N3。機体記号：JA03CF（おおとり1号）。
- はなわちえによる津軽三味線の演奏
- BMX
- JETDECK
- モーターパラグライダー
- ジェットパックマン
- レッドブル・エアレースの3機によるフォーメーション飛行（2017年千葉大会の上位3名。室屋義秀、ペトル・コプシュタイン、マルティン・ソンカ。）

## 主催・スポンサー等
- 主催
  - レッドブル・エアレース・ジャパン実行委員会
- 大会MC
  - Alee
  - John
  - RIBEKA
  - NOB

## マスタークラス

### 予選
| 順 位 | No. | パイロット             | タイム   | ペナルティ |
| ----- | --- | ---------------------- | -------- | ---------- |
| 1     | 99  | マイケル・グーリアン   | 0:55.424 |            |
| 2     | 10  | カービー・チャンブリス | 0:56.058 |            |
| 3     | 31  | 室屋義秀               | 0:56.403 |            |
| 4     | 21  | マティアス・ドルダラー | 0:56.425 |            |
| 5     | 84  | ピート・マクロード     | 0:56.699 |            |
| 6     | 26  | フアン・ベラルデ       | 0:56.840 |            |
| 7     | 11  | ミカエル・ブラジョー   | 0:56.926 |            |
| 8     | 18  | ペトル・コプシュタイン | 0:56.980 |            |
| 9     | 8   | マルティン・ソンカ     | 0:57.005 |            |
| 10    | 5   | クリスチャン・ボルトン | 0:57.176 |            |
| 11    | 27  | ニコラス・イワノフ     | 0:57.348 |            |
| 12    | 95  | マット・ホール         | 0:57.459 |            |
| 13    | 12  | フランソワ・ルボット   | 0:58.972 | +2秒       |
| 14    | 24  | ベン・マーフィー       | 0:59.716 | +2秒       |

### ラウンド・オブ・14
| ヒート | 順位1 | パイロット1            | タイム1  | タイム2   | パイロット2            | 順位2 |
| ------ | ----- | ---------------------- | -------- | --------- | ---------------------- | ----- |
| 1      | 10    | クリスチャン・ボルトン | 0:57.003 | 0:56.191  | ピート・マクロード     | 2     |
| 2      | 12    | ニコラス・イワノフ     | 0:57.671 | 0:56.688  | マティアス・ドルダラー | 5     |
| 3      | 3     | マルティン・ソンカ     | 0:56.393 | 0:56.772  | フアン・ベラルデ       | 8     |
| 4      | 1     | マット・ホール         | 0:55.529 | DNF1      | 室屋義秀               | 14    |
| 5      | 9     | ペトル・コプシュタイン | 0:56.864 | 0:56.693  | ミカエル・ブラジョー   | 7     |
| 6      | 6     | フランソワ・ルボット   | 0:56.703 | 0:58.5671 | カービー・チャンブリス | 13    |
| 7      | 11    | ベン・マーフィー       | 0:57.560 | 0:56.422  | マイケル・グーリアン   | 4     |

| 凡例                     | 凡例 |
| ------------------------ | ---- |
| ラウンド・オブ・8進出    |      |
| ノックアウト（敗退）     |      |
| 敗者の中で最速（＝進出） |      |

- ^1 失格
- ^2 +2秒のペナルティ

### ラウンド・オブ・8
| ヒート | 順位1 | パイロット1            | タイム1   | タイム2  | パイロット2          | 順位2 |
| ------ | ----- | ---------------------- | --------- | -------- | -------------------- | ----- |
| 8      | 8     | マティアス・ドルダラー | 0:59.8451 | 0:57.515 | マイケル・グーリアン | 4     |
| 9      | 5     | ミカエル・ブラジョー   | 0:56.694  | 0:56.132 | マルティン・ソンカ   | 2     |
| 10     | 6     | フランソワ・ルボット   | 0:57.226  | 0:56.002 | ピート・マクロード   | 1     |
| 11     | 7     | フアン・ベラルデ       | 0:57.578  | 0:56.292 | マット・ホール       | 3     |

| 凡例                 | 凡例 |
| -------------------- | ---- |
| ファイナル4進出      |      |
| ノックアウト（敗退） |      |

- ^1 +4秒のペナルティ

| 順 位 | No. | パイロット           | タイム   | ペナルティ |
| ----- | --- | -------------------- | -------- | ---------- |
| 1     | 95  | マット・ホール       | 0:56.376 |            |
| 2     | 99  | マイケル・グーリアン | 0:56.695 |            |
| 3     | 8   | マルティン・ソンカ   | 0:58.443 | +2秒       |
| 4     | 84  | ピート・マクロード   | 0:58.639 | +2秒       |

| 順 位 | パイロット             | ポイント |
| ----- | ---------------------- | -------- |
| 1     | マット・ホール         | 15       |
| 2     | マイケル・グーリアン   | 12       |
| 3     | マルティン・ソンカ     | 9        |
| 4     | ピート・マクロード     | 7        |
| 5     | ミカエル・ブラジョー   | 6        |
| 6     | フランソワ・ルボット   | 5        |
| 7     | フアン・ベラルデ       | 4        |
| 8     | マティアス・ドルダラー | 3        |
| 9     | ペトル・コプシュタイン | 2        |
| 10    | クリスチャン・ボルトン | 1        |
| 11    | ベン・マーフィー       | 0        |
| 12    | ニコラス・イワノフ     | 0        |
| 13    | カービー・チャンブリス | 0        |
| 14    | 室屋義秀               | 0        |

## 第3戦終了後のランキング
| マスタークラス \| 順 位 \| パイロット \| トー タル \| \| ----- \| ---------------------- \| --------- \| \| 1 \| マット・ホール \| 36 \| \| 2 \| マイケル・グーリアン \| 36 \| \| 3 \| 室屋義秀 \| 19 \| \| 4 \| マルティン・ソンカ \| 19 \| \| 5 \| マティアス・ドルダラー \| 15 \| \| 6 \| ミカエル・ブラジョー \| 15 \| \| 7 \| ピート・マクロード \| 11 \| \| 8 \| カービー・チャンブリス \| 9 \| \| 9 \| フランソワ・ルボット \| 9 \| \| 10 \| フアン・ベラルデ \| 9 \| \| 11 \| ベン・マーフィー \| 6 \| \| 12 \| ペトル・コプシュタイン \| 6 \| \| 13 \| クリスチャン・ボルトン \| 1 \| \| 14 \| ニコラス・イワノフ \| 1 \| |                        |           |
| 順 位 | パイロット             | トー タル |
| 1 | マット・ホール         | 36        |
| 2 | マイケル・グーリアン   | 36        |
| 3 | 室屋義秀               | 19        |
| 4 | マルティン・ソンカ     | 19        |
| 5 | マティアス・ドルダラー | 15        |
| 6 | ミカエル・ブラジョー   | 15        |
| 7 | ピート・マクロード     | 11        |
| 8 | カービー・チャンブリス | 9         |
| 9 | フランソワ・ルボット   | 9         |
| 10 | フアン・ベラルデ       | 9         |
| 11 | ベン・マーフィー       | 6         |
| 12 | ペトル・コプシュタイン | 6         |
| 13 | クリスチャン・ボルトン | 1         |
| 14 | ニコラス・イワノフ     | 1         |